# Barclays Center
El Barclays Center és un pavelló esportiu multiusos situat al barri de Prospect Heights, Brooklyn, a Nova York (Estat de Nova York, Estats Units), inaugurat el 21 de setembre de 2012. S'assenta en part sobre la plataforma d'una antiga platja de maniobres de ferrocarril propietat de l'Autoritat Metropolitana del Transport de Nova York a Atlantic Avenue. Forma part d'un projecte de complex esportiu, de negocis i residencial conegut com a Atlantic Yards, i porta per motius publicitaris el nom de la companyia multinacional Barclays.
L'estadi és la seu dels Brooklyn Nets de l'NBA, franquícia que es va traslladar des de Nova Jersey en 2012. A més alberga altres esdeveniments com concerts, convencions i altres competicions esportives, competint amb altres instal·lacions a l'àrea metropolitana de Nova York, com el Madison Square Garden a Manhattan, Nassau Coliseum a Uniondale, Prudential Center a Newark i Izod Center a East Rutherford, Nova Jersey. A partir de 2015, també serà la seu dels New York Islanders de la NHL.
Va ser projectat en 2004, quan el promotor immobiliari Bruce Ratner va comprar els Nets com a primer pas del procés de construcció d'una nova casa per a l'equip. La construcció del pavelló es va veure embolicada en algunes controvèrsies amb els residents locals, el que unit a la falta de finançament, va retardar l'inici de la construcció durant molts anys. La primera pedra es va col·locar l'11 de març de 2010, i la seva obertura al públic es va produir el 21 de setembre de 2012. El primer esdeveniment que va albergar va ser un concert del raper Jay-Z, accionista de l'equip, el 28 de setembre de 2012.